# Showcase (Comicmagazin)
Showcase ist der Titel eines Comicmagazins, das der US-amerikanische Verlag DC Comics zwischen März 1956 und September 1970, sowie zwischen August 1977 und September 1978 veröffentlichte. Showcase erschien monatlich und erreichte 104 Ausgaben.

## Veröffentlichungsgeschichte
Die Reihe diente als Forum zur Präsentation neuer Charaktere und Konzepte. Dabei wechselten sowohl die Inhalte als auch die sie gestaltenden Künstler ständig. Neue Ideen sollten im Rahmen von Showcase bei der Leserschaft auf ihre Popularität hin getestet werden, ohne dem Verlag das finanzielle Risiko und den organisatorischen Aufwand unerprobte Stoffe in eigenständigen Serien auf den Markt zu bringen. 1970 wurde die Reihe mit Ausgabe #94 vorläufig eingestellt und 1976 unter der alten Nummerierung mit Ausgabe #95 fortgesetzt, bis sie schließlich 1978 mit Ausgabe #104 endgültig eingestellt wurde.
Zwischen 1993 und 1996 wurden weitere 48 Ausgaben von Showcase veröffentlicht die jeweils unter einem Jahreslabel erschienen (Showcase '93, Showcase '94 usw.) und jeweils von #1 bis #12 durchnummeriert waren. Die Serie präsentierte je ein langes und zwei kürzere Abenteuer, die von ständig wechselnden "Creative Teams" gestaltet wurden und ständig wechselnde Charaktere fokussierten. Aufgrund schwindender Nachfrage wurde die Serie mit der Ausgabe vom Dezember 1996 eingestellt.

## Inhalte
Zu den Figuren, die in eigenen Geschichten im Rahmen von Showcase erprobt wurden, zählen unter anderem: der Superheld Flash (#4), die Challengers of the Unknown (#6), die Journalistin Lois Lane (#9), der Weltraumabenteurer Adam Strange (#17), der zeitreisende Rip Hunter, Time Master (#20), Green Lantern (#22), die Tauchergruppe Sea Devils (#27), der Superheld Atom (#34), die Roboter Metal Men (#37), der gottgleiche Spectre (#60), die Inferior Five (#62), der afrikanische Abenteurer B’wana Beast (#66), der Creeper (#73), der Höhlenjunge Anthro (#74), die ungleichen Geschwister Hawk and Dove (#75), der Revolverheld Bat Lash (#76), das obskure Paar Angel and the Ape (#77) und der mysteriöse Phantom Stranger (#80).
Darüber hinaus präsentierte eine Ausgabe von "Showcase" eine Comicadaption des Spielfilms James Bond jagt Dr. No.

## Künstler
Zu den Künstlern die im Laufe der Zeit an der Reihe arbeiteten zählten unter anderem die Autoren Arnold Drake, Robert Kanigher, John Broome, Jack Kirby, Otto Binder sowie die Zeichner Win Mortimer, Joe Kubert, Ross Andru, Russ Heath, Carmine Infantino.

## Nachdrucke
Seit den frühen 1990er Jahren werden zahlreiche Showcase-Geschichten in verschiedener Form wiederveröffentlicht. Sowohl in Sammelbänden als auch in der Reihe "Showcase Presents", die in schwarzweiß gehaltene Faksimile-Nachdrucke der alten Ausgaben präsentierte. Die Nachdrucke waren außer dem "Presents" auf dem Deckblatt und der fehlenden Colorierung mit den Originalen identisch.

### Sammelbände
Sammelbände, die Neudrucke von Geschichten enthalten die ursprünglich in Showcase präsentiert wurden, sind unter anderem:
- Adam Strange Archives Vol 1. (Nachdruck der Ausgaben #17–19)
- Atom Archives Vol. #1 (Nachdruck der Ausgaben #34–36)
- Metal Men Archives Vol. 1 (Nachdruck der Ausgaben #37–40)
- Power Girl Trade Paperback (Nachdruck der Ausgaben #97–99)
- The Essential Showcase: 1956–1959  Trade Paperback (Nachdruck der Ausgaben #1, 4, 6, 9, 11, 13 und 17)

### Showcase Presents
Showcase Presents hat folgende alte Ausgaben neu aufgelegt:
- Ausgabe #6 als "Showcase Presents: Challengers of the Unknown"
- Ausgabe #7 als "Showcase Presents: Challengers of the Unknown"
- Ausgabe #11 als "Showcase Presents: Challengers of the Unknown"
- Ausgabe #12 als "Showcase Presents: Challengers of the Unknown"
- Ausgabe #22 als "Showcase Presents: Green Lantern"
- Ausgabe #23 als "Showcase Presents: Green Lantern"
- Ausgabe #24 als "Showcase Presents: Green Lantern"
- Ausgabe #59 als "Showcase Presents: Teen Titans"